# Gebiete nördlich des Neckars bei Mundelsheim, Hessigheim, Besigheim und Gemmrigheim: Käsberg, Felsengärten, Wurmberg, Gündelstein, Kelterschen und Umgebung
Das Landschaftsschutzgebiet Gebiete nördlich des Neckars bei Mundelsheim, Hessigheim, Besigheim und Gemmrigheim: Käsberg, Felsengärten, Wurmberg, Gündelstein, Kelterschen und Umgebung ist ein mit Verordnung der Unteren Naturschutzbehörde beim Landratsamt Ludwigsburg vom 9. September 1988 ausgewiesenes Landschaftsschutzgebiet (LSG-Nummer 1.18.059).

## Lage und Beschreibung
Das 299,4 Hektar große Gebiet liegt an einem Hang des Neckars nördlich von Mundelsheim und südlich von Gemmrigheim. Das Gebiet gehört naturräumlich zum Neckarbecken.
Die Hanglagen des Neckartales sind eine vielgestaltige Kulturlandschaft mit historischen Terrassenweinbergen und einer ökologischen Verflechtung mit der Umgebung. Das Gebiet bildet einen zusammenhängenden Erholungsraum.

## Schutzzweck
Schutzzweck ist gemäß Schutzgebietsverordnung die Erhaltung und Sicherung des ursprünglichen Charakters einer vielgestaltigen Kulturlandschaft, insbesondere der Hanglagen des Neckartales mit ihren ökologischen Verflechtungen mit den umliegenden Bereichen. Auf die Erhaltung der historischen Terrassenweinberge mit ihren Natursteinmauern und -treppen wird besonderen Wert gelegt. Der wildlebenden heimischen Tier- und Pflanzenwelt gilt es den Lebensraum in seiner Funktion für den gesamten Naturhaushalt zu sichern. Das Landschaftsbild soll vor störenden und beeinträchtigenden Veränderungen bewahrt werden, dazu gehört auch die Erhaltung der Nutzungsstruktur und die Sicherung des Gebietes für die Naherholung. Die Obstbaumbestände des Schutzgebietes sind als landschaftlich und ökologisch wertvolle Landschaftsbestandteile besonders schützenswert.